# Mâine începe azi
Mâine începe azi este un film românesc din 1965 regizat de Mihai Dimitriu.